# Stephi Douglas
Stephanie Lana Douglas (ur. 22 stycznia 1969 w Manchesterze) – brytyjska lekkoatletka, sprinterka, medalistka mistrzostw Europy i igrzysk Wspólnoty Narodów, dwukrotna olimpijka. Na igrzyskach Wspólnoty Narodów reprezentowała Anglię, a na pozostałych imprezach międzynarodowych Wielką Brytanię.

## Kariera sportowa
Zajęła 5. miejsca w biegu na 100 metrów i w sztafecie 4 × 100 metrów oraz odpadła w eliminacjach biegu na 100 metrów przez płotki na mistrzostwach Europy juniorów w 1987 w Birmingham. Na mistrzostwach świata juniorów w 1988 w Greater Sudbury również zajęła 5. miejsce w sztafecie 4 × 100 metrów i odpadła w półfinale biegu na 100  metrów.
Zdobyła srebrny medal w sztafecie 4 × 100 metrów (która biegła w składzie: Douglas, Jennifer Stoute, Simmone Jacobs i Paula Dunn) oraz zajęła 4. miejsce w biegu na 100 metrów na igrzyskach Wspólnoty Narodów w 1990 w Auckland. Odpadła w półfinale biegu na 60 metrów na halowych mistrzostwach Europy w 1990 w Glasgow.
Na mistrzostwach Europy w 1990 w Splicie zdobyła srebrny medal w sztafecie 4 × 100 metrów (sztafeta brytyjska biegła w składzie: Douglas, Beverly Kinch, Jacobs i Paula Thomas) i zajęła 8. miejsce w finale biegu na 100 metrów. Odpadła w półfinale biegu na 60 metrów na halowych mistrzostwach świata w 1991 w Sewilli. Na mistrzostwach świata w 1991 w Tokio odpadła w ćwierćfinale biegu na 100 metrów i eliminacjach sztafety 4 × 100 metrów. Odpadła w ćwierćfinale biegu na 100 metrów na igrzyskach olimpijskich w 1992 w Barcelonie.
Zajęła 5. miejsce w sztafecie 4 × 100 metrów i odpadła w półfinale biegu na 100 metrów na mistrzostwach Europy w 1994 w Helsinkach. Zdobyła brązowy medal w sztafecie 4 × 100 metrów (w składzie: Douglas, Geraldine McLeod, Jacobs i Thomas), zajęła 8. miejsce w finale biegu na 100 metrów i odpadła w półfinale biegu na 200 metrów na  igrzyskach Wspólnoty Narodów w 1994 w Victorii. Odpadła w półfinale biegu na 60 metrów na halowych mistrzostwach świata w 1995 w Barcelonie, eliminacjach biegu na 100 metrów na mistrzostwach świata w 1995 w Göteborgu ićwierćfinale biegu na 100 metrów na igrzyskach olimpijskich w 1996 w Atlancie.
Stephi Douglas była mistrzynią Wielkiej Brytanii (AAA) w biegu na 100 metrów w 1990 i 1996, wicemistrzynią w 1989 i 1994 oraz brązową medalistką na tym dystansie w 1991 i 1992, a w biegu na 200 metrów mistrzynią w 1991 i wicemistrzynia w 1993. W hali była mistrzynią w biegu na 60 metrów w  1991, 1992 i 1995, wicemistrzynią w tej konkurencji w 1990 oraz brązową medalistką w 1988 i 1989. Była również mistrzynią UK Championships w biegu na 100 metrów w 1989 oraz brązową medalistka w 1991, a w biegu na 200 metrów brązową medalistką w 1993.

## Rekordy życiowe
Rekordy życiowe Douglas:
- bieg na 100 metrów – 11,27 s (26 lipca 1991, Birmingham)
- bieg na 200 metrów – 23,17 s (12 czerwca 1994, Sheffield)
- bieg na 60 metrów (hala) – 7,21 s (11 lutego 1995, Glasgow)